# Хісакі Мацуура
Хіса́кі Мацуу́ра (яп. 松浦寿輝; 18 березня 1954, Токіо) — японський прозаїк, поет, кінокритик, філософ, літературознавець.

## Біографія
Мацуура вивчав романську філологію в Токійському університеті та в університеті Париж III, де захистив дисертацію про творчість Андре Бретона. Працює на посаді професора Токійського університету. Книги Мацуури були відзначені низкою літературних премій. Так 2000 року він отримав премію Акутагави за книгу «Зіпсована квітка» («Хана Kutashi»), а 2004 року — премію «Іоміурі» за роман «Півострів» («Ханті»).
За його романом «Світло річки» (Kawa no Hikari) знято аніме.

## Українські переклади
- Хісакі Мацуура. Півострів: Роман / Хісакі Мацуура; переклав з японської Іван Дзюб. — К.: Вид-во Соломії Павличко, 2008. — 288 с.